# Campionati europei di IQFoil 2021
I Campionati europei di IQFoil 2021 si sono svolti a Marsiglia, in Francia, dal 22 al 28 ottobre 2021. 

## Podi
| Evento           | Oro             | Argento      | Bronzo             |
| IQFoil maschile  | Nicolas Goyard  | Huig-Jan Tak | Luuc van Opzeeland |
| IQFoil femminile | Hélène Noesmoen | Islay Watson | Shachar Reshef     |

## Medagliere
| Posiz. | Nazione     | Oro | Argento | Bronzo | Totale |
| ------ | ----------- | --- | ------- | ------ | ------ |
| 1      | Francia     | 2   | 0       | 0      | 2      |
| 2      | Paesi Bassi | 0   | 1       | 1      | 2      |
| 3      | Regno Unito | 0   | 1       | 0      | 1      |
| 4      | Israele     | 0   | 0       | 1      | 1      |
| Totale | Totale      | 2   | 2       | 2      | 6      |